# گروه کالیانی
گروه کالیانی (انگلیسی: Kalyani Group) شرکت خوشه‌ای هندی است، که توسط بابا کلیانی تأسیس شد.